# رود کلیکس
رود کلیکس رودی است به خلیج بوتنی می‌ریزد. این رود از کشور سوئد می‌گذرد.